# Museum for the United Nations - UN Live
Museum for De Forenede Nationer — UN Live er en global institution med base i København. Dens mission er at "frigøre kulturens kraft til at inspirere lokal handling og drive globale forandringer". UN Live beskriver sig selv som et ukonventionelt og grænseløst museum, der søger at nå ud til og forbinde mennesker på globalt plan til FN 's værdier og arbejde.

## Historie
Målene for bæredygtig udvikling der blev vedtaget i 2015, inspirerede de tre medstiftere Olafur Eliasson, Jan Mattsson og Henrik Skovby til at etablere et Museum for FN. Et år senere godkendte FN's daværende generalsekretær Ban Ki-moon formelt institutionen. Siden 2019 er UN Live ledet af Molly Fannon.

## Tilgang
UN Live bruger kulturelle programmer inden for film, kunst, tro, sport, spil, komedie med mere til at forbinde og engagere mennesker globalt, og fremme adfærdsændringer. Denne tilgang udspringer af empiriske fund inden for adfærdsvidenskab, der anslår at (masse)kultur kan ændre normer og værdier, og ændre individuelle adfærdsmønstre og generere dybtgående ændringer i sociale og miljømæssige forhold.
I de senere år har museet lanceret adskillige programmer, herunder et samarbejde med to Bollywood-produktioner, der omhandler konsekvenserne af klimaændringer, og et digitalt kunstværk i samarbejde med Studio Olafur Eliasson og AKQA, der styrker børns stemmer inden for klimadagsordenen.
Under Climate Week NYC i 2022 lancerede UN Live støttet af IKEA Foundation programmet 'Global We for Climate Action', med det formål at bringe underrepræsenterede stemmer, som unge og oprindelige folk, og mangfoldighed ind i den globale klimasamtale, og derved give de, der er mest berørt af klimaændringer, mulighed for at have tovejssamtaler med verdens ledere. I samarbejde med Shared Studios etableres et netværk af portaler med overe 25 lokationer. Portalerne består af er genbrugte skibscontainere udstyret med store skærme og højkvalitetslyd, for at skabe fordybende oplevelser og for at muliggøre virkelige samtaler på tværs af landene. Under COP27 blev der oprettet en portal i Sharm El-Sheikh der var forbundet til andre portaler i bl.a. Kigali, Rwanda; Erbil, Irak og Mexico City, Mexico.

## Finansiering
UN Live er en uafhængig non-profit NGO der er registreret i København, og er privat finansieret, med yderligere støtte fra den danske regering og Københavns Kommune.